# سیارک ۱۳۲۲۲
سیارک ۱۳۲۲۲ (به انگلیسی: 13222 Ichikawakazuo، نامگذاری:1997OV2) سیزده هزار و دویست و بیست و دومین سیارک کشف شده‌است که در ۲۷ ژوئیه ۱۹۹۷ کشف شد.
قدر مطلق سیارک برابر ۳۰.۹ است.